# أماتسیا (اسرائیل)
أماتسیا (به لاتین: Amatzia) یک منطقهٔ مسکونی در اسرائیل است که در جنوب واقع شده‌است. این منطقه مسکونی در سال ۱۹۵۵، بر روی اراضی روستای فلسطینی الدوامیه، روستایی که اهالی آن، در طول «نکبت»، ۷ سال پیش از آن، اخراج شده و اجازه بازگشت به آنها داده نشد، ساخته شد.